# Çocuklar, Karaisalı
Çocuklar là một xã thuộc huyện Karaisalı, tỉnh Adana, Thổ Nhĩ Kỳ. Dân số thời điểm năm 2009 là 174 người.